# Arturo González Gil
Arturo González Gil de Santiváñez (Madrid, 28 de mayo de 1896 - Guadarrama, 25 de julio de 1936) fue un militar y aviador español republicano.

## Biografía
Nacido en Madrid en 1896, en 1914 ingresó en la Academia de Ingenieros de Guadalajara, de donde salió licenciado como teniente de ingenieros en 1917. Posteriormente participó activamente en la guerra del Rif,  participación que le valió la concesión de varias cruces al mérito militar (1.ª clase) y de otras condecoraciones. En 1922 ascendió a capitán. Durante las operaciones militares en Marruecos resultó gravemente herido en un accidente, sufriendo graves quemaduras en las piernas.
Partidario de la República, participó en la conspiración para llevar a cabo un pronunciamiento pro-republicano el 15 de diciembre de 1930 en el madrileño aeródromo de Cuatro Vientos. Sin embargo, el movimiento fue un fracaso, tras lo cual fue detenido, procesado y pasado a la reserva. No obstante, poco después, se produjo la proclamación de la Segunda República y el nuevo régimen le reincorporó al servicio de Aviación, siendo nombrado jefe de la Escuela de Mecánicos de Aviación; posteriormente ocuparía la jefatura del Parque Central. En septiembre de 1933 obtuvo el retiro del Ejército con el rango de capitán y pasó a la vida civil. En calidad de ingeniero aeronáutico, pasó a dirigir los talleres de la empresa aeronáutica AISA. Como ingeniero aeronáutica también participó en el diseño de algunos aviones, como fue el González Gil-Pazó GP-1.
Miembro de la masonería, estuvo afiliado al Partido Socialista Obrero Español y fue miembro de la Unión Militar Republicana Antifascista (UMRA). Además, era amigo personal de Indalecio Prieto, uno de los más destacados líderes socialistas. Fue también instructor militar de las milicias socialistas de Madrid. Según algunos autores, González Gil fue objetivo de pistoleros de extrema derecha, que lo incluyeron en una lista de militares de la UMRA a asesinar.
Cuando se produjo el golpe de Estado del 18 de julio de 1936, se mantuvo fiel a la República y participó en la ocupación de los cuarteles de Campamento. Tras la derrota de los sublevados en Madrid, González Gil fue uno de los organizadores del Batallón «Octubre», compuesto por milicias socialistas procedentes tanto de los obreros de la industria aeronáutica de Madrid como de la maestranza militar de Aviación. Al frente del batallón, junto a las fuerzas del capitán de la guardia civil Francisco Galán, fue uno de los primeros mandos republicanos en llegar al puerto de Navacerrada para contener el avance de las fuerzas sublevadas del general Mola, que pretendían entrar en la capital. Pocos días después, el 25 de julio de 1936, falleció en combate en el frente de Guadarrama.
Tras su muerte, un Airspeed Viceroy de la aviación republicana fue nombrado en su honor.